# Frits Celis
Frits Celis (født 11. April 1929 i Antwerpen, Belgien) er en belgisk komponist, dirigent, lærer og harpenist.
Celis studerede komposition, harpe og direktion på Det Kongelige Musikkonservatorium i Antwerpen og på Det Kongelige Musikkonservatorium i Bruxelles. Han har skrevet fire symfonier, orkesterværker, kammermusik, koncertmusik, korværker, sange, klaver og orgel stykker etc. Celis var harpenist i flere symfoniorkestre, inden han skabte sig en dirigent karriere hos Den Kongelige Flamske Opera. Celis underviste som lærer i komposition på Det kongelige Musikkonservatorium I Antwerpen, indtil han trak sig tilbage og har siden levet som freelance komponist. Celis er mest kendt for sin orkestermusik.

## Udvalgte værker
- Symfoni nr. 1 (1979) - for orkester
- Symfoni nr. 2 (1986) - for slagtøj og orkester
- Symfoni nr. 3 (1987) - for orkester
- Symfoni nr. 4 (1989-1990) - for orkester
- Symfoni Koncertante (1996) - for altsaxofon, klaver og strygeorkester
- Tre symfoniske bevægelser (1969) - for orkester
- Elegi (1966) - for orkester
- Koncert (1998) - for fagot og strygeorkester